# Любница (Новгородская область)
Лю́бница — деревня в Валдайском районе Новгородской области. Административный центр Любницкого сельского поселения.

## География
Деревня расположена на западе района, на близ границы с Демянским районом, примерно в 32 км на запад от Валдая, высота центра над уровнем моря 113 м. Расположена у железнодорожной станции «Любница». Ближайшие населённые пункты — деревни Гостевщина и Долматово на востоке и Семёновщина на юге.

## История
Впервые упоминается в писцовых книгах 1495 года.

## Население
| 2010 |
| ---- |
| 412  |